# 沈覲扆
沈覲扆（1883年12月22日—？年），字簣基，福建省侯官縣人，宣統二年（1910年）游學畢業進士，因丁憂未與廷試。中華民國外交官。

## 生平
清優廩貢生，船政前學堂畢業，幫辦教習。留學比利時，獲財政學士學位，歷任清考察各國憲政大臣隨員，駐比利時使館譯員，海軍部科員，京師大學堂法文教員；北京政府時期任外交部主事、僉事，駐法使館秘書，十七年（1928年）至十九年（1930年）以—等秘書代辦駐意使館館務，二十五年（1936年）任駐西貢領事，二十六年（1937年）外交部一等秘書，抗戰時曾任汪精卫政权的國民政府外交次長、撤廢各國在華治外法權委員會委員。

## 家族
曾祖父沈葆楨。父沈翊清；覲扆为第三子。
妻為郭家一對堂姐妹，即郭柏蔭（道光十二年進士）曾孫女、郭曾準（光緒十八年進士）之女葆萍和郭曾程（光緒十五年進士）之女長蘆。
- 元配郭氏，江西義寧州知州郭曾準女，光緒辛巳年七月十三日生，民國乙卯年五月十七日卒，附葬北壇鳳尾山
- 繼配郭氏，長蘆候補鹽大使郭曾程女，光緒壬辰二月生
- 子沈祖詒，繼配郭氏出，配郭嘉珍
- 子沈祖修，繼配郭氏出，配郭可𧪮（畫家，郭則澐女）[4]
- 女沈曉英，適林昶，元配郭氏出
- 女沈暉英，繼配郭氏出